# Hemerocampa colombiensis
Hemerocampa colombiensis är en fjärilsart som beskrevs av Paul Dognin 1916. Hemerocampa colombiensis ingår i släktet Hemerocampa och familjen tofsspinnare. Inga underarter finns listade i Catalogue of Life.